# Чар Булак
Чар Булак или Чахар Болак е град и седалище на окръг Чахар Болак в провинция Балх, Северен Афганистан.